# فريتز فالتر (سياسي)
فريتز فالتر (بالألمانية: Fritz Walter)‏ هو سياسي ألماني، ولد في 30 أغسطس 1896 في ألمانيا، وتوفي بنفس المكان في 1 أبريل 1977. حزبياً، نشط في الحزب النازي والحزب الديمقراطي الحر. انتخب عضو البرلمان هسه وانتخب عضو في البوندستاغ الألماني خلال فترته النيابية ‏ (15 أكتوبر 1957 – 15 أكتوبر 1961).